# West Stack
Der West Stack (norwegisch Vestskotet) ist ein 120 m hoher Felsvorsprung an der Küste des ostantarktischen Kemplands. Er ragt 22 km südöstlich der Edward-VIII-Bucht auf der Westseite des Hoseason-Gletschers auf.
Wissenschaftler der britischen Discovery Investigations entdeckten ihn im Februar 1936 und benannten ihn in Verbindung mit der Benennung des nahegelegenen East Stack.